# 旧圣皮埃尔 (洛泽尔省)
旧圣皮埃尔（法語：Saint-Pierre-le-Vieux，法語發音：[sɛ̃ pjɛʁ lə vjø]）是法国洛泽尔省的一个市镇，属于芒德区。

## 地理
旧圣皮埃尔（44°50'50"N, 3°18'31"E）面积15.55 平方千米，位于法国奧克西塔尼大區洛泽尔省，该省份为法国南部内陆省份，北起上盧瓦爾省和康塔爾省，西接阿韦龙省，南至加尔省，东临阿尔代什省。
与旧圣皮埃尔接壤的市镇（或旧市镇、城区）包括：布拉维尼亚克、勒马尔济约维尔、普吕尼耶尔、圣谢利达普谢。

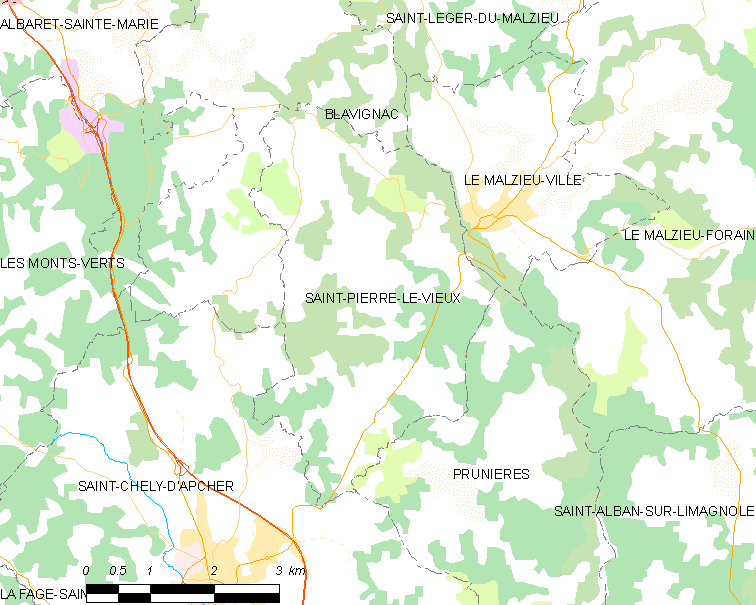
的OSM定位图

旧圣皮埃尔的时区为UTC+01:00、UTC+02:00（夏令时）。

## 行政
旧圣皮埃尔的邮政编码为48200，INSEE市镇编码为48177。

## 政治
旧圣皮埃尔所属的省级选区为圣谢利达普谢县。

## 人口

1962-2008年间人口变化图示

旧圣皮埃尔于2022年1月1日时的人口数量为314人。